# Konferensråd
Konferensråd var en dansk titel, som användes från slutet av 1600-talet till omkring år 1900, ursprungligen om konungens rådgivare i viktiga ärenden, senare endast som titel, vilken gav innehavaren rang i rangordningens klass 2.